# Burg Fischhausen
Burg Fischhausen is een kasteel in de plaats Wangerland in de Landkreis Friesland in de Duitse deelstaat Nedersaksen.
Het gebouw staat aan de weg van Hooksiel naar Horumersiel.
Burg Fischhausen was van oorsprong (15e eeuw) een in opdracht van een hoofdeling uit Oost-Friesland gebouwde waterburcht en werd tot woonkasteel verbouwd door Boing van Waddewarden, een belangrijk leider in Jeverland. Vanaf het midden van de 18e eeuw is Burg Fischhausen niet meer in adellijk bezit.
De burcht wordt momenteel bewoond en is niet te bezichtigen.
De directe omgeving van het kasteel is sedert 1980 natuurreservaat.